# Władysław Młocki
Władysław Włodzimierz Antoni Młocki herbu Prawdzic (ur. 13 sierpnia 1877 w Dyneburgu, zm. 27 stycznia 1938 w Piotrkowie) – pułkownik piechoty Wojska Polskiego.

## Życiorys
Urodził się 13 sierpnia 1877 w Dyneburgu, w rodzinie Zygmunta i Pelagii z Grynkowskich. Dzieciństwo spędził w Piotrkowie, gdzie uczęszczał do gimnazjum. W 1895 wstąpił do armii rosyjskiej i został wcielony do 28 Połockiego Pułku Piechoty, który wówczas stacjonował w Piotrkowie i wchodził w skład 7 Dywizji Piechoty. W następnym roku został skierowany do Odeskiej Szkoły Junkrów Piechoty, a po jej ukończeniu wrócił do macierzystego pułku. Walczył na wojnie rosyjsko-japońskiej, a później został przeniesiony do Odessy. Prawdopodobnie służył w 59 Lubelskim Pułku Piechoty w Odessie, należącym do 15 Dywizji Piechoty. W czasie I wojny światowej walczył przeciwko Niemcom w szeregach 225 Akermańskiego Pułku Piechoty, który został sformowany na bazie 59 Lubelskiego Pułku Piechoty. Dowodził 3. batalionem. Awansował na podpułkownika. W 1917 służąc w sztabie rosyjskiej 166 Dywizji Piechoty miał przyczynić się do jej przeformowania w 4 Dywizję Strzelców Polskich.
W czasie wojny z bolszewikami i po jej zakończeniu był kolejno dowódcą: Powiatu Etapowego Kowel, III Brygady Etapowej i Odcinka Kordonowego „Grodno”. 3 maja 1922 został zweryfikowany w stopniu pułkownika ze starszeństwem z 1 czerwca 1919 i 84. lokatą w korpusie oficerów piechoty. W listopadzie tego roku, po zlikwidowaniu DOKord. Grodno, został przydzielony do Rezerwy Oficerów Sztabowych Dowództwa Okręgu Korpusu Nr III. 23 maja 1923 został przydzielony do Powiatowej Komendy Uzupełnień Modlin na stanowisko komendanta. We wrześniu tego roku został przydzielony do Powiatowej Komendy Uzupełnień Piotrków na stanowisko komendanta. Z dniem 30 września 1927 został przeniesiony w stan spoczynku. W 1934, jako oficer stanu spoczynku pozostawał w ewidencji PKU Piotrków. Posiadał przydział do Oficerskiej Kadry Okręgowej Nr IV. Był wówczas „przewidziany do użycia w czasie wojny”. 22 lutego 1937 Komitet Krzyża i Medalu Niepodległości odrzucił wniosek o nadanie mu tego odznaczenia „z powodu braku pracy niepodległościowej”. Mieszkał w Piotrkowie przy ul. Krakowskiej 24. Na emeryturze był prezesem miejscowej Ligi Morskiej i Kolonialnej oraz członkiem Zarządu Oddziału Piotrkowskiego Polskiego Towarzystwa Krajoznawczego.
Zmarł 27 stycznia 1938 w Piotrkowie. Został pochowany z honorami wojskowymi w niedzielę 30 stycznia 1938 na tamtejszym cmentarzu rzymskokatolickim. Był żonaty, miał syna.

## Ordery i odznaczenia
- Krzyż Walecznych
- Order Świętego Włodzimierza 4 stopnia z mieczami i kokardą – 25 października 1916[16]
- Order Świętej Anny 2 stopnia z mieczami – 23 sierpnia 1916[16]
- Order Świętego Stanisława 2 stopnia z mieczami – 18 czerwca 1916[16]
- Order Świętej Anny 3 stopnia z mieczami i kokardą – 8 marca 1915[16]